# Corydoradinae
Sous-famille
Les Corydoradinae sont une sous-famille de poissons-chats cuirassés de la famille des Callichthyidae, originaires d'Amérique du Sud.

## Liste desgenres
Selon World Register of Marine Species (30 juin 2023) :
- Aspidoras Ihering, 1907
- Brochis Cope, 1871
- Corydoras Lacepède, 1803
- Scleromystax Günther, 1864